# International Accounting Standard 20
Der International Accounting Standard 20 (IAS 20) ist eine Rechnungslegungsvorschrift des IASB. Der Standard ist seit dem 1. Januar 1984 anwendbar und behandelt die Frage wie Zuwendungen der öffentlichen Hand, etwa Investitionszulagen, Aufwandszuschüsse etc., in der Buchhaltung und den Jahresabschlüssen oder Rechenschaftsberichten des empfangenden Unternehmens bzw. Einrichtung behandelt werden sollen. 
Der IAS beschreibt auch die unterschiedlichen zulässigen Darstellungsformen im Rahmen der Bilanzierung oder in der allgemeinen Rechenschaftslegung.  Die beiden wichtigsten Erscheinungsformen von Zuwendungen werden danach unterschieden, ob es sich um Mittel zur Finanzierung von Investitionen (Eigenkapital ähnliche Posten) bei dem geförderten Unternehmen handelt oder ob die Mittel dazu dienen, den Aufwand für eine bestimmte Leistung des geförderten Unternehmens ganz oder teilweise zu decken (Ertrags- oder Aufwandszuschüsse). 
Öffentliche Zuwendungen für den Erwerb von Sachanlagen werden entweder 
- von den Anschaffungs- oder Herstellungskosten des geförderten Vermögensgegenstandes gekürzt oder
- als passiver Rechnungsabgrenzungsposten dargestellt, der über die Laufzeit der Anlage ertragswirksam aufgelöst wird. Als Methode ist grundsätzlich nur die gleichmäßige Verteilung über die Nutzungsdauer des geförderten Vermögenswertes zulässig.

Beide Formen der Bilanzierung führen zum gleichen Ergebnis geringerer periodischer Aufwendungen.
Die sofortige vollständige Erfassung des Zuschusses als Ertrag der laufenden Rechnungsperiode ist ausgeschlossen.
Ein weiterer Abschnitt beschäftigt sich mit der Rückzahlung von Zuwendungen der öffentlichen Hand. 
Der IAS 20 formuliert darüber hinaus den Umfang der erforderlichen Angaben zu Art um Umfang der erhaltenen Zuwendungen in den Jahresabschlüssen und Rechenschaftsberichten der betroffenen Unternehmen und Einrichtungen. Demnach sind für Zuschüsse die folgenden Daten offenzulegen:
- Die gewählte Bilanzierungsmethode
- Die Natur und den Umfang der gewährten Zuschüsse, sowie die Darstellung anderer Vergünstigen der öffentlichen Hand, von der das Unternehmen profitierte
- Darlegung nicht umgesetzter Abmachungen, sowie andere Eventualitäten mit Bezug auf die Vergünstigungen